# Pilumnus spinohirsutus
Pilumnus spinohirsutus är en kräftdjursart som först beskrevs av William Neale Lockington 1876.  Pilumnus spinohirsutus ingår i släktet Pilumnus och familjen Pilumnidae. Inga underarter finns listade i Catalogue of Life.